# Calamagrostis densiflora
Calamagrostis densiflora là một loài thực vật có hoa trong họ Hòa thảo. Loài này được (J.Presl) Steud. mô tả khoa học đầu tiên năm 1840.